# Seleção Caimanesa de Futebol

A Seleção das Ilhas Caimã de Futebol (português brasileiro) ou Seleção das Ilhas Caimão de Futebol (português europeu) (AO 1945: Selecção das Ilhas Caimão de Futebol) representa as Ilhas Caimã nas competições de futebol da FIFA.
Estreou-se no futebol em 5 de março de 1991, num jogo onde empatou a uma bola com a seleção de São Cristóvão e Neves. No segundo jogo surgiu uma vitória por 2-1 frente à seleção das Ilhas Virgens Britânicas. Os melhores resultados até agora foi ambos por 5-0 com a seleção de Ilhas Virgens Britânicas no dia 2 de março de 1994 e com a seleção de Sint-Maarten que curiosamente foi no jogo seguinte no dia 4 de março de 1994. O Último jogo foi um amigável frente à Jamaica nas Ilhas Caimã onde perdeu por 4-1 em 28 de junho de 2009.